# 蒙泰卡尔洛
蒙泰卡尔洛（義大利語：Montecarlo），是意大利托斯卡纳大区卢卡省的一个市镇。总面积15平方公里，人口4573人，人口密度304.9人/平方公里（2009年）。ISTAT代码为046021。